# Бамбергер, Генрих фон
Генрих фон Ба́мбергер (нем. Heinrich von Bamberger; 27 декабря 1822, Звонарка близ Праги, Австрийская империя — 9 ноября 1888, Вена, Австро-Венгрия) — чешско-австрийский врач, патолог, профессор, доктор медицины.

## Биография
Образование получил в Карловом университете в Праге и Венском университете. Ученик Йозефа Шкоды и Карла Рокитанского, затем поступил на службу в Пражский общественный госпиталь, с 1850 по 1854 был ассистентом при клинике Оппольцера в Вене, а в 1854 г. переехал в Вюрцбург в звании профессора Вюрцбургского университета, работал в медицинской клинике, был главным врачом госпиталя.
После смерти Оппольцера фон Бамбергер в 1872 г. был назначен директором Медицинской клиники в Вене. В том же году — одновременно профессор Венского университета.

## Научная деятельность
Бамбергер — специалист в области дыхательной и сердечно-сосудистой патологии, провёл исследования заболеваний перикарда, сердечных мышц и др. Одним из первых описал гематогенную альбуминурию , уремический перикардит и периодический полисерозит.
Исторически, судорожные поражения мышц нижних конечностей принято называть болезнью Бамбергера .
Именем учёного назван симптом Бамбергера, то есть пульсация яремной вены при недостаточности трехстворчатого клапана сердца с перерастяжением правого предсердия, обусловленная несмыканием устьев полых вен во время систолы.
Кроме того, Периостоз Бамбергера-Мари — системное поражение трубчатых костей, характеризующееся периостальными наслоениями вокруг их диафизов и метафизов, которое может развиваться при хронических болезнях (чаще лёгких или сердца), вызывающих гипоксию.
В 1857 опубликовал «Lehrbuch der Krankheiten des Herzens», один из первых учебников по патологии сердца.
Из ученых трудов фон Бамбергера заслуживают упоминания:
- «Krankheiten des chylopoёtischen Systems» (1855, 2 изд., Эрланген, 1864, составляющее 1 отдел 6 томного «Handbuch der speziellen Pathologie und Therapie» Вирхова),
- «Lehrbuch der Krankheiten des Herzens» (Вена, 1857),
- «Über Bacon von Verulam, besonders vom mediz. Standpunkte» (Вюрцбург, 1865).

Кроме того, в главных медицинских немецких журналах поместил ряд ценных работ.